# ドムス・アウグスターナ
ドムス・アウグスターナ（ラテン語: Domus Augustana または Domus Augustiana）は、イタリア ローマのパラティヌスの丘（パラティーノの丘）にある帝政ローマ期の宮殿跡。

## 概要

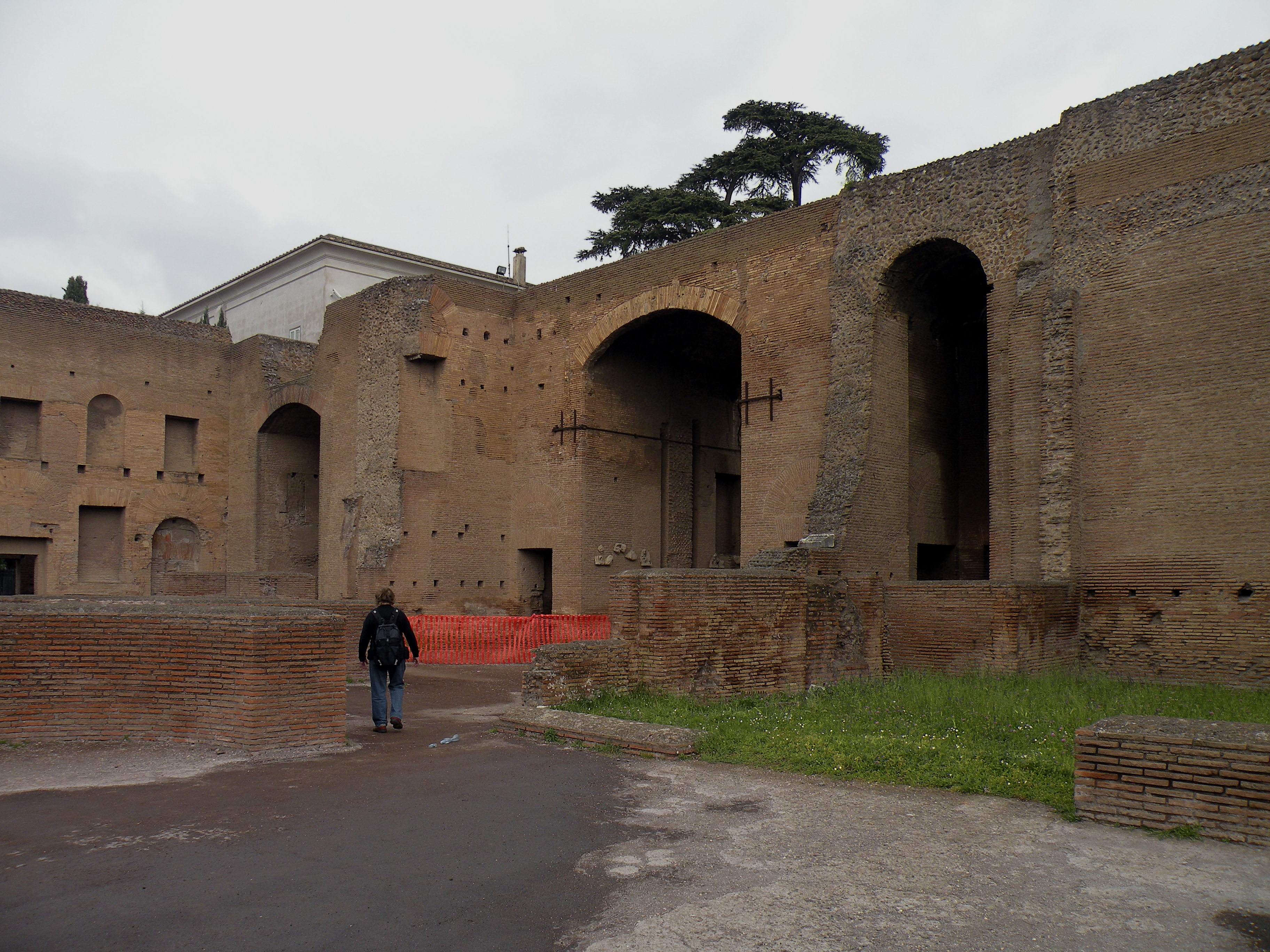
上層階の秘書官たちの執務室群

ローマ帝国第11代皇帝ドミティアヌスが、西側に隣接するドムス・フラウィアと同時期に建てた建物で、ドムス・フラウィアが官邸、ドムス・アウグスターナが公邸として使われた。パラティヌスの丘の中央部のほぼすべてを占めており、アウグストゥスやネロ、ティベリウス等が建てた建物群を撤去した跡に建てられた。ドムス・アウグスターナは、建築家ラビリウスの設計で、ドミティアヌス帝就任直後の81年から92年の間に建設された。戦車競技場キルクス・マクシムス側は緩やかなカーブを描いた大エクセドラ（平面図 Ex）となっている。これはトラヤヌス帝の時代に造られたもので、競技場の観客席はこの位置まで拡張されていた。大エクセドラの中央に開いたアーチ型の門を通り抜けると、柱廊に囲まれた半地下の中庭ペリスティリウム（平面図 Co）に出る。ペリスティリウムの中央には泉があり、夏季は冷房の役割も果たしていた。ペリスティリウムに面して北東側には皇帝執務室群が、北西側には皇帝の居住区画と考えられる部屋（6m×12m）がある。皇帝の居住区画を挟むように上階へ通じる光庭（5m×12m×2箇所）のある大階段が、中庭の北西側（ドムス・フラウィア側）に設けられている。この光庭は周囲の部屋に外光を取り入れるためのものである。約12m高いレベルにある上層階は、半地下式のペリスティリウムの北東側に面して秘書官たちの執務室群が並んでいる。これらの執務室群の間を結ぶ廊下や、上下階を繋ぐ階段室といった現代建築にも通ずるプランが用いられている。この皇帝の居住区や執務室群がある建物の北東側に隣接して、2つのペリスティリウム（平面図 P2, P3）が並んでいるが、見るべき遺構はほとんど残っていない。
当時、ドムス・ティベリアナを除くパラティヌスの宮殿群をまとめてドムス・アウグスターナと呼ぶこともあった。また、これらの宮殿群のことをドミティアヌス宮殿と表記するものもある。

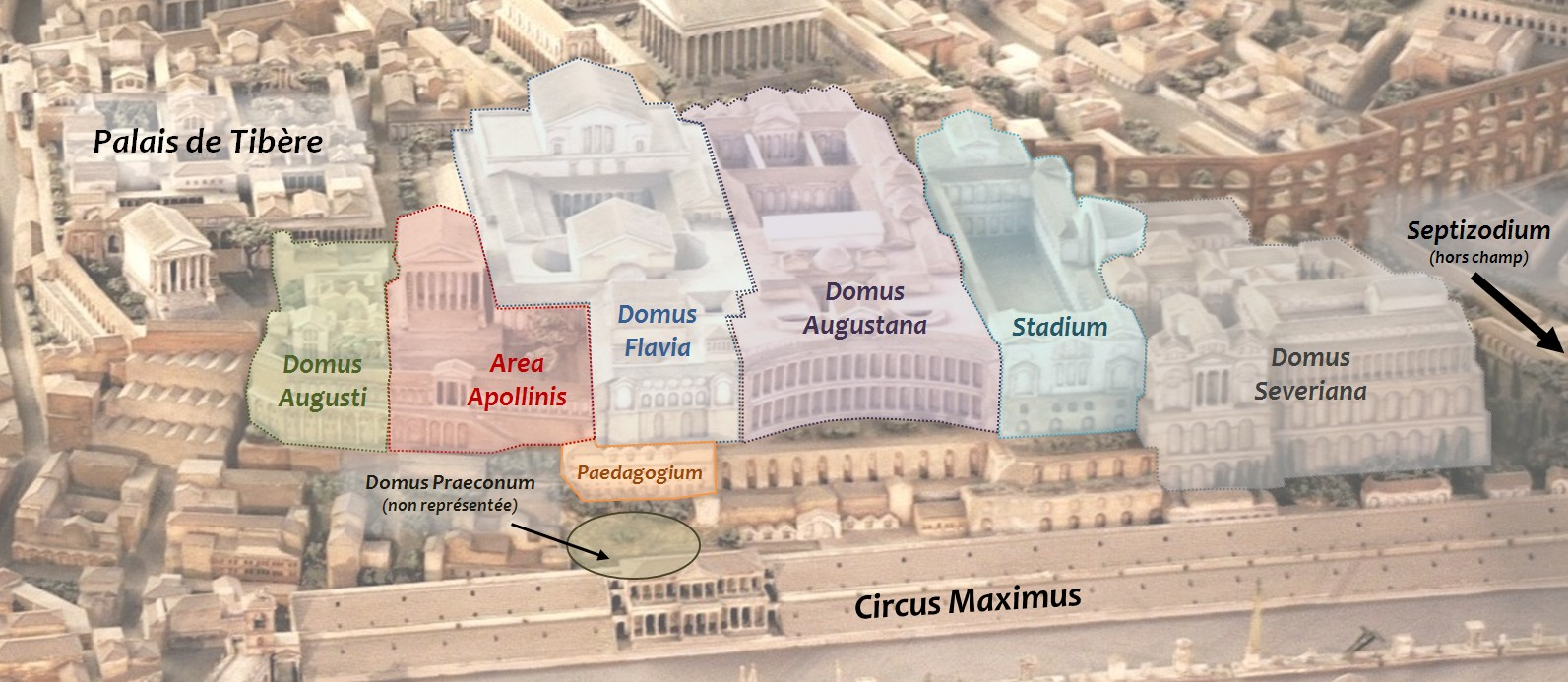
再現模型

## 平面図
ドムス・アウグスターナ

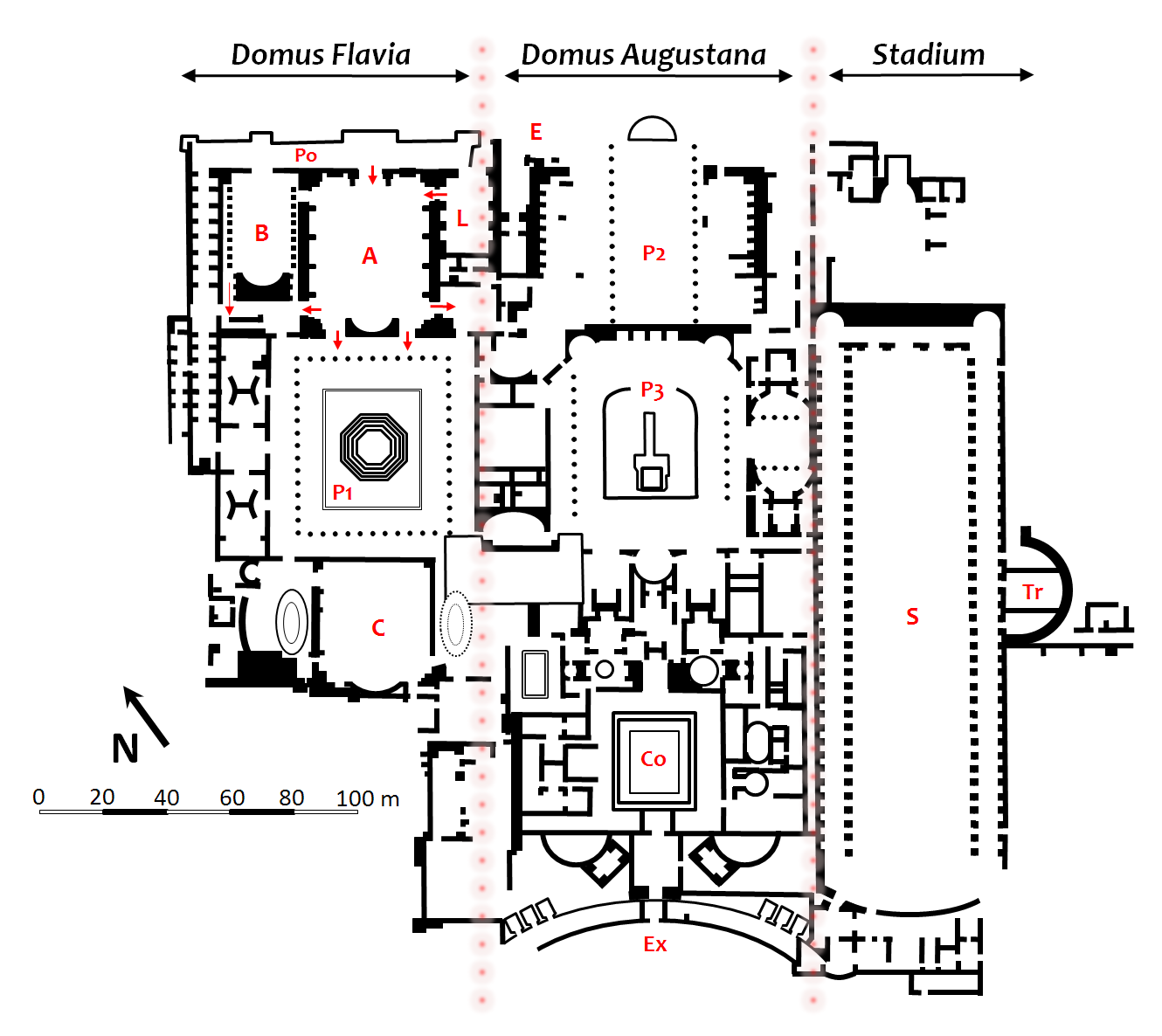
パラティヌスの中心部付近

E:入口, P2:ペリスティリウム(列柱郭), P3:池のあるペリスティリウム(列柱郭), Co:泉のある半地下の庭ペリスティリウム, Ex:大エクセドラ
ドムス・フラウィア
A:アウラ・レギア, B:バシリカ, L:ララリウム, Po:ポルチコ, P1:噴水のあるペリスティリウム(列柱郭), C:トリクリニウム
スタディオン
S:スタディオン